# 浪Live
浪LIVE是台灣的即時影音串流平台，2020年10月統計，「浪 LIVE」應用程式累計下載量超過500萬次。
主播可自行選擇加上「遊戲」、「音樂」、「女神」、「男神」等分類標籤。截至2020年10月，全平台「才藝秀場」簽約主播約6000人，每日平均有3000位主播開播。
2020年10月統計，平台每日活躍用戶數約50萬、平均用戶觀看時數超過90分鐘。

## 平台大事記
- 2019年：與三立都會台、台視合作偶像劇《網紅的瘋狂世界》
- 2020年：電子遊戲實況頻道「浪PLAY」開台，人氣實況主「統神」張嘉航、「國動」張葦航加入平台開播
- 2021年：與群星瑞智 柴智屏、華研國際音樂合作「尋找我的野蠻女友」網路選秀活動
- 2022年：推出由殷振豪執導的迷你網路劇《浪我在你身邊》，主演卡司有安心亞、蔡振南、曾莞婷、柯叔元、孫可芳、林鶴軒、黃冠智；同期並推出蔡振南與伊馮再度合作，殷振豪導演之廣告。

## 外部鏈結
- 官方网站
- 浪Live的Facebook專頁
- 浪Live的Instagram帳戶
- 浪Live表特版的Instagram帳戶
- YouTube上的浪Live頻道